# M37 (amas ouvert)
Pour les articles homonymes, voir M37.
M37 aussi appelé NGC 2099 est un amas ouvert, situé dans la constellation du Cocher. Il a été découvert par l'astronome sicilien Giovanni Battista Hodierna avant l'année 1654. Charles Messier a découvert indépendamment cet amas en 1764.

## Caractéristiques
Selon la classification des amas ouverts de Robert Trumpler, cet amas renferme plus de 100 étoiles (lettre r) dont la concentration est moyenne (II) et dont les magnitudes se répartissent sur un petit intervalle (le chiffre 1). M37 est situé à environ 1 383 pc (∼4 510 al) du système solaire et les dernières estimations donnent un âge de 347 millions d'années. La taille apparente de l'amas est de 15,0 minutes d'arc, ce qui, compte tenu de la distance, donne une taille réelle maximale d'environ 19,7 années-lumière.

## Observation

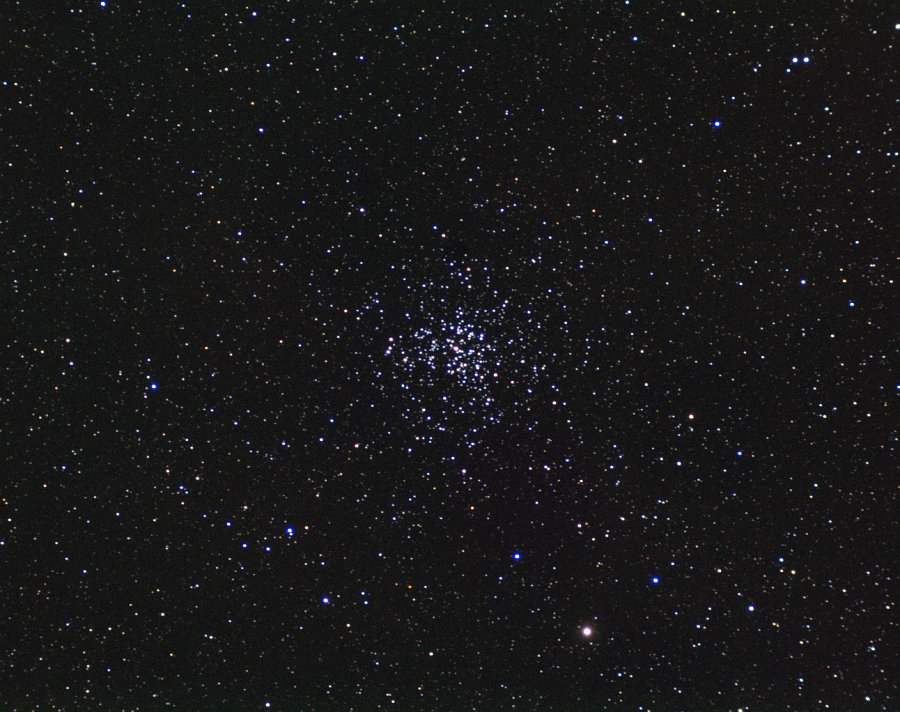
M37 par Ole Nielsen

L'amas, de magnitude apparente égale à 5,6, est observable à l'œil nu dans d'excellentes conditions. Des jumelles ne révèlent qu'une nébulosité. En revanche, un télescope de 114 mm permet de déceler quelques étoiles et la vision devient plus précise avec un instrument de 150 mm. Avec un 300 mm on peut apercevoir une étoile jaune au centre.